# Рюдлінген
Рюдлінген (нім. Rüdlingen) — громада  в Швейцарії в кантоні Шаффгаузен, округ Шаффгаузен.

## Географія
Громада розташована на відстані близько 110 км на північний схід від Берна, 16 км на південь від Шаффгаузена.
Рюдлінген має площу 5,5 км², з яких на 10,8% дозволяється будівництво (житлове та будівництво доріг), 46,3% використовуються в сільськогосподарських цілях, 32,9% зайнято лісами, 9,9% не є продуктивними (річки, льодовики або гори).

## Демографія
2019 року в громаді мешкало 781 особа (+9,5% порівняно з 2010 роком), іноземців було 12,4%. Густота населення становила 141 осіб/км².
За віковим діапазоном населення розподілялося таким чином: 19,6% — особи молодші 20 років, 58,3% — особи у віці 20—64 років, 22,2% — особи у віці 65 років та старші. Було 335 помешкань (у середньому 2,3 особи в помешканні).
Із загальної кількості 207 працюючих 49 було зайнятих в первинному секторі, 61 — в обробній промисловості, 97 — в галузі послуг.